# Pentastiridius eurycephala
Pentastiridius eurycephala är en insektsart som beskrevs av Van Stalle 1986. Pentastiridius eurycephala ingår i släktet Pentastiridius och familjen kilstritar. Inga underarter finns listade i Catalogue of Life.